# Cordes et Discordes

Cordes et Discordes (Surrender) est un film américain réalisé par Jerry Belson et sorti en 1987.
Le film est décrit comme étant « semi-autobiographique ».

## Synopsis
Sean Stein est un romancier à succès, mais après deux divorces, il est convaincu que les femmes ne l’ont aimé que pour son argent.

## Fiche technique
- Titre original : Surrender
- Réalisation : Jerry Belson
- Scénario : Jerry Belson
- Production :  Cannon Group
- Photographie : Juan Ruiz Anchía
- Musique : Michel Colombier
- Montage : Wendy Greene Bricmont
- Durée : 105 minutes
- Dates de sortie: 
  - États-Unis : 9 octobre 1987

## Distribution
- Sally Field (VQ : Anne Caron) : Daisy Morgan
- Michael Caine (VQ : Vincent Davy) : Sean Stein
- Steve Guttenberg (VQ : Hubert Gagnon) : Marty
- Peter Boyle (VQ : Luc Durand) : Jay
- Jackie Cooper (VQ : Ronald France) : Ace Morgan
- Julie Kavner : Ronnie
- Louise Lasser (VQ : Sophie Faucher) : Joyce
- Iman : Hedy
- Charles Noland
- Paddi Edwards